# Anta Mbow
Anta Mbow est une militante associative sénégalaise née le 5 août 1951. Elle dirige l'association l'Empire des enfants, et a été récompensée à de multiples reprises pour son engagement.

## Biographie
Née dans la médina de Dakar, en 1951, Anta Mbow quitte le Sénégal en 1972 pour étudier en France. à l'obtention de son brevet technique, elle exerce le métier de secrétaire pendant 4 ans. Elle décide ensuite de reprendre ses études et s'oriente vers le travail social. Elle évolue dans ce secteur d'activité et dirige un centre aéré. Après 30 ans de vie en Europe, Anta Mbow retourne au Sénégal en 2002, avec l'objectif d'agir pour les enfants des rues de Dakar. L'année suivante, elle crée l'association l'Empire des enfants, qu'elle dirige depuis lors. Mariée au sportif Doudou Leyti Camara, elle est mère de quatre enfants.

## Engagements
Avant la création de l'Empire des enfants, Anta Mbow s'engageait déjà, depuis plusieurs années, au côté de son frère Serigne Babacar Mbow, dans l'ONG des villageois de Ndem, qui a permis le développement économique, écologique et social de Ndem et des villages alentour. Son retour au pays natal correspond à une volonté de s'engager pour les enfants des rues du Sénégal. Pour lutter contre la misère et la détresse des enfants des rues, elle choisit de s'impliquer pour leur réinsertion sociale et familiale. Elle crée donc en 2003 l'association l'Empire des enfants, et un centre d'hébergement de 60 places pour les enfants des rues, avenue Malick Sy, à Dakar, sur les ruines de l'ancien cinéma Empire,, qui a accompagné plus de 3000 enfants vers une réinsertion sociale et familiale en proposant diverses activités éducatives et en interpellant l'opinion publique. Elle s'engage en particulier auprès des talibés, ces élèves religieux musulmans, parfois coupés de leurs familles et instrumentalisés par les marabouts auxquels ils sont confiés, pour faire la manche notamment. Elle présente son engagement comme un engagement de femme, et invite, à l'occasion de la journée internationale de lutte pour les droits des femmes du 8 mai, les autres femmes à se mobiliser. Elle appelle l’État à prendre ses responsabilités face à la problématique des enfants des rues, et interpelle l'opinion publique sur la situation des 8000 à 9000 jeunes concernés. En 2012, elle fait un tour de France pour sensibiliser aux problématiques des enfants des rues du Sénégal.

## Récompenses
- En 2019, Chevalier dans l’ordre national de la Légion d’honneur de la république française par S.E.M. Philippe Lalliot, nouvel Ambassadeur de France au Sénégal,
- En 2018, Anta Mbow est récompensée par World of children et obtient le Protection Award[13] "pour ses efforts visant à améliorer de manière significative la vie des enfants des rues à risque à Dakar, au Sénégal"[14]
- En 2016, Leral.net désigne Anta Mbow comme Femme de l'année[15]
- En 2013, La fondation Orange lui attribue le prix spécial Women for Change et soutient son action[16]
- Anta Mbow a été élevé au grade de Chevalier de la Légion d'Honneur Française le 13 juillet 2019 par décret au Journal Officiel de la république Française n°0162 du 14 juillet 2019